# Agarodes distinctus
Agarodes distinctus är en nattsländeart som först beskrevs av Georg Ulmer 1905.  Agarodes distinctus ingår i släktet Agarodes och familjen krumrörsnattsländor. Inga underarter finns listade i Catalogue of Life.